# 샤이보이토비
샤이보이토비(2002년 1월 7일 ~ )는 캐나다의 래퍼다. 2022년 싱글 'Not so Amazing World'로 데뷔했다.
오왼, 포기앳더바텀, 칠린호미, 스트릿베이비와 같은 붉은악마 크루에 속해있다.

## 방송
- 쇼미더머니 11 (2022) - Top44
- 랩:퍼블릭 (2024) - 우승

## 수상
- 한국 힙합 어워즈 2024 올해의 신인 아티스트 (2024)
- 랩퍼블릭 우승